# كريس وايت (لاعب كرة قدم أمريكية)
كريس وايت (بالإنجليزية: Chris White)‏ (و. 1989  م) هو لاعب كرة قدم أمريكية أمريكي، ولد في موبيل، ألاباما، مركز لعبه هو ظهير ‏.

## التعليم
تعلم في جامعة ولاية ميسيسيبي
.

## روابط خارجية
- كريس وايت على موقع إي إس بي إن.كوم (أن.أف.أل)3
- كريس وايت على موقع مرجع كرة القدم المحترفة.كوم (الإنجليزية)